# Elmwood (Nebraska)
Elmwood é uma vila localizada no estado americano de Nebraska, no Condado de Cass.

## Demografia
Segundo o censo americano de 2000, a sua população era de 668 habitantes.
Em 2006, foi estimada uma população de 712, um aumento de 44 (6.6%).

## Geografia
De acordo com o United States Census Bureau, a localidade tem uma área de 1,0 km², sem área coberta por água. Elmwood localiza-se a aproximadamente 393 m acima do nível do mar.

## Localidades na vizinhança
O diagrama seguinte representa as localidades num raio de 16 km ao redor de Elmwood.